# 夏玛乡
夏玛乡，是中华人民共和国西藏自治区那曲市嘉黎县下辖的一个乡镇级行政单位。

## 行政区划
夏玛乡下辖以下地区：
坡尔仓村、贡西村、朗庆村、阿寨库村、门塘库村、垂铅村、甲仁村、塔孔村、甲给村、垂琼村、多拉村、乃仓村和夏玛村。